# تشارلز كلاين
تشارلز كلاين (بالإنجليزية: Charles Klein)‏  (و. 1867 – 1915 م) هو مؤلف، وممثل مسرحي، وكاتب من الولايات المتحدة، والمملكة المتحدة لبريطانيا العظمى وأيرلندا، ولد في نيويورك، توفي في المحيط الأطلسي، عن عمر يناهز 48 عاماً.

## وصلات خارجية
- تشارلز كلاين على موقع IMDb (الإنجليزية)
- تشارلز كلاين على موقع ميوزك برينز (الإنجليزية)
- تشارلز كلاين على موقع قاعدة بيانات برودواي على الإنترنت (الإنجليزية)

- تشارلز كلاين في قاعدة بيانات الأفلام على الإنترنت